# Lillian Knight
Lillian Knight (de soltera Unold) (23 de marzo de 1883 – 16 de mayo de 1946) fue una estrella de wéstern y actriz de cine mudo estadounidense. Un obituario la llamó "la primera reina cinematográfica del oeste."

## Primeros años y antecedentes
Nació como Lillian E. Unold en Milwaukee, Wisconsin. Cuando tenía dieciséis años, se ofreció voluntaria para montar un potro salvaje con silla de amazona cuando el espectáculo Tiger Bill's Wild West actuaba en Pabst Park. Ganó un premio en metálico y un contrato con William Dickey, el propietario del espectáculo. Se la consideraba la mejor amazona del mundo. Actuó en los espectáculos 101 Ranch, Tiger Bill, Pawnee Bill, y Buffalo Bill. Recorrió el país montando caballos salvajes; se convirtió en una "tiradora de primera" y actuó con Annie Oakley.

## Carrera cinematográfica

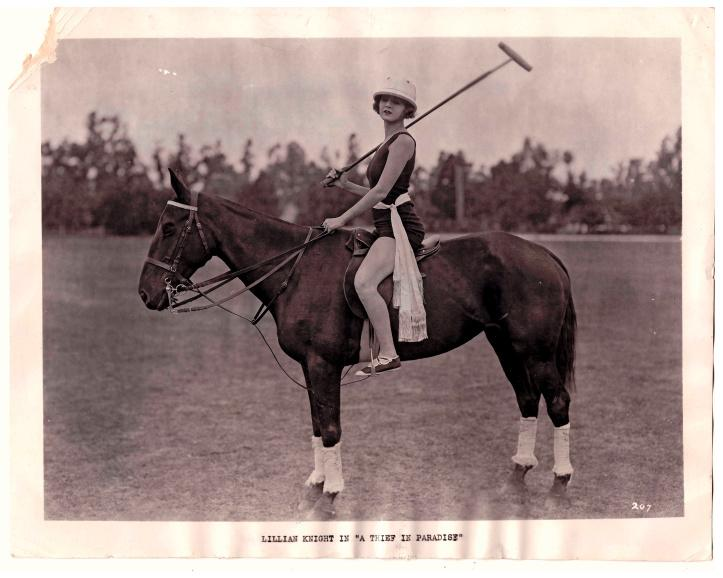
Knight en ropa de polo, durante el rodaje de A Thief in Paradise

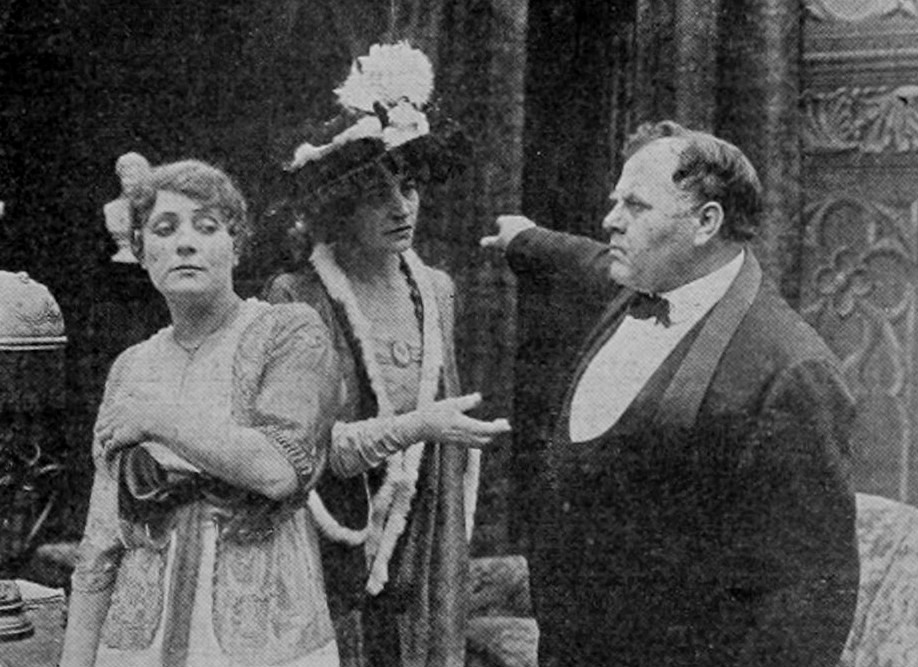
Knight (centro) en The Jilt (1915)

Knight llegó a California en 1906. Vivió en Pasadena hasta cinco años antes de su muerte.
Actuó en películas bajo el nombre de Lillian Knight. Dos de sus primeras películas fueron Custer's Last Fight y The Deserter. Más tarde trabajó en películas de Tom Mix. En 1913 sufrió un accidente que frenó su carrera. Durante cuatro años después del accidente no pudo caminar sin ayuda.
Aprovechando sus habilidades para montar a caballo, en 1925 Knight interpretó a una jugadora de polo en A Thief in Paradise, una película que mostraba un partido de polo entre mujeres rubias y morenas.

## Vida personal y muerte
Knight estuvo comprometida en su día con Ken Maynard. En el momento de su muerte, el 16 de mayo de 1946, en Pomona, California, era conocida como Mrs. Lillian E. Dorris. Falleció en el Pomona Valley Community Hospital. Le sobrevivió su esposo, William Dorris.

## Filmografía seleccionada
- Custer's Last Fight (1912)
- The Deserter (1912)
- The Silent Way (1914)
- The Resolve (1915)
- High Cost of Flirting (1915)
- The Jilt (1915)
- Margy of the Foothills (1916)
- The Silken Spider (1916)
- A Thief in Paradise (1925)